# Headie One
Headie One, pseudonimo di Irving Adjei (Londra, 6 ottobre 1994), è un rapper britannico.
Diventato popolare in seguito al successo del singolo 18 Hunna, che ha raggiunto la sesta posizione nella Official Singles Chart britannica, nel 2020 ha pubblicato il suo album di debutto Edna:. Nella sua carriera ha pubblicato anche numerosi mixtape e fatto parte di alcuni gruppi, tra cui troviamo l'attuale formazione del collettivo di performer OFB.

## Biografia
Cresciuto a Broadwater Farm, uno dei più malfamati quartieri di Londra, da ragazzo ha giocato nella squadra di calcio Haringey Borough Football Club. Successivamente ha dovuto interrompere la sua carriera sportiva per via di un incidente all'anca. L'interesse per la musica si è sviluppato fin dall'adolescenza, ma si è tuttavia concretizzato soltanto alcuni anni dopo, una volta archiviati alcuni problemi con la legge. Prima che ciò avvenisse, Adjei era stato in galera tre volte, tra cui una per reati relativi al consumo di crack, cocaina ed eroina.

### Carriera
Irving Adjei inizia a pubblicare musica nel 2010 con lo pseudonimo di Headz e come componente del gruppo Star Gang. Nel 2014 pubblica il suo primo unico mixtape con tale nome d'arte, Headz or Tails. Negli anni successivi collabora molto con un altro ex membro della Star Gang, il rapper RV, con cui ha realizzato i successivi mixtape Sticks & Stones e Driller x Trappers, pubblicati già con il suo nome d'arte definitivo. Entrambi sono poi entrati a far parte dello storico collettivo londinese OFB.
Nel febbraio 2018 pubblica il suo primo mixtape da solista, The One, che ottiene una certa popolarità a livello underground: questo successo gli ha permesso di ottenere un contratto discografico presso la Relentless Records, componente della Sony Music Entertainment. Successivamente collabora col gruppo Belly Squad nel brano Missing, che lo porta per la prima volta all'interno della UK Single Chart. Seguono la pubblicazione del mixtape The One Two, che lo porta per la prima volta nella UK Album Chart alla numero 32, e l'annuncio del suo primo tour nazionale.
Nel gennaio 2019 pubblica il singolo 18Hunna in collaborazione con Dave: il brano ottiene un successo molto ampio, raggiungendo la numero 6 della classifica singoli britannica e diventando dunque il brano "drill" (sottogenere dell'hip-hop britannico) con il peak in classifica più alto nella storia della musica britannica. Segue la pubblicazione di altri due mixtape: Drillers x Trappers II a maggio, Music x Road ad agosto. Quest'ultimo riceve ottime recensioni dalla critica e raggiunge la numero 5 nella classifica album britannica. Nel dicembre 2019 appare nell'album del noto rapper Stormzy Heavy Is The Head, nel brano Audacity.
Nel luglio 2020 l'artista collabora con la superstar mondiale Drake nel brano Only You Freestyle, che raggiunge la quinta posizione nella Official Albums Chart e viene certificato disco d'argento dalla BPI. Ad ottobre pubblica il suo primo album in studio Edna, che include collaboratori di rilievo come Skepta, Future, Mahalia e Kaash Page. L'album raggiunge la vetta della classifica britannica; in seguito al successo commerciale del progetto ne viene pubblicata un'edizione deluxe a febbraio 2021. Nel settembre 2021 pubblica il mixtape Too Loyal for My Own Good.

## Controversie
I guai adolescenziali con la giustizia non sono stati gli unici avuti nella sua vita: nel marzo 2018 un suo concerto fu interrotto dalla polizia di Manchester dopo che la sua musica era stata messa in relazione con l'aumento della criminalità legata all'uso di coltelli nella città di Londra. L'8 gennaio 2020 è stato arrestato per la quarta volta perché sorpreso per strada con un coltello addosso: è stato poi scarcerato soltanto nell'aprile successivo. Non mancano tuttavia episodi in cui l'artista è stato indicato come vittima di reati: nel 2018 Adjei ha infatti subito una volta violenta aggressione presso l'Università di Bedforshire, il cui video è stato successivamente caricato sulle piattaforme Snapchat e YouTube.

## Discografia

### Album in studio
- 2020 – Edna
- 2024 – The Last One

### Mixtape
- 2014 – Headz or Tails
- 2016 – Sticks & Stones
- 2017 – Drillers x Trappers
- 2018 – The One
- 2018 – The One Two
- 2019 – Drillers x Trappers II
- 2019 – Music x Road
- 2020 – Gang (con Fred Again)
- 2021 – Too Loyal for My Own Good

### Singoli

#### Come artista principale
- 2014 – On Sight
- 2016 – Golden Boot (con RV)
- 2016 – Know Better (con RV)
- 2019 – 18Hunna
- 2019 – All Day
- 2019 – Back to Basics (con Skepta)
- 2019 – Both
- 2020 – Charades (con Fred Again)
- 2020 – Rose Gold
- 2020 – Only You Freestyle (con Drake)
- 2020 – Ain't It Different (feat. AJ Tracey & Stormzy)
- 2020 – Breathing
- 2020 – Princess Cuts (feat. Young T & Bugsey)
- 2021 – Don’t Judge Me (con FKA Twigs & Fred Again)
- 2021 – Pound Signs
- 2021 – 2 Chains

#### Come artista ospite
- 2019 – I Spy (Krept x Konan feat. Headie One & K-Trap)
- 2019 – Don't Rush (Young T & Bugsey feat. Headie One)
- 2019 – Audacity (Stormzy feat. Headie One)
- 2020 – Impress Me (Scribz Riley feat. Headie One)
- 2021 – Don't Judge Me (FKA twigs feat. Headie One e Fred Again)
- 2021 – Wandsworth to Bullingdon (Fredo feat. Headie One)
- 2021 – Aston Martin (Shiva feat. Headie One)